# Branislav Mićunović
Branislav Mićunović (Podgorica, 1952) crnogorski je pozorišni reditelj, univerzitetski profesor i diplomata.
Mićunović je obavljao funkciju Ambasadora Crne Gore u Beogradu, bivši ministar kulture, pozorišni reditelj, dugogodišnji profesor glume na Fakultetu dramskih umetnosti u Beogradu i na Fakultetu dramskih umjetnosti na Cetinjugde je i rukovodilac postdiplomskih studija, predsednik Nacionalne komisije za UNESCO i Nacionalnog saveta za kulturu.
Počasni je predsednik Međunarodne pozorišne mreže NETA, počasni član međunarodne Akademije Mihai Eminesku i član Senata Prestonice Cetinje.
Godine 1997, izabran je za direktora obnovljenog Crnogorskog narodnog pozorišta. Njegovim umetničkim doprinosom, menadžerskim sposobnostima, kreiranjem repertoara i promovisanjem imena ove ključne kulturne institucije u Crnoj Gori, ovaj teatar danas zauzima osobeno mesto na regionalnoj pozorišnoj mapi. Od 2003. godine do marta 2007.godine, obavljao je funkciju umetničkog direktora Crnogorskog narodnog pozorišta.
Branislav Mićunović je za ministra kulture biran u tri mandata 2008, 2010. i 2012.

## Predstave i festivali
Tokom svoje karijere Mićunović je uglavnom režirao dela savremenih autora: Aleksandra Popovića, Velimira Lukića, Ljubomira Simovića, Veljka Radovića, Jordana Plevneša, Gorana Stefanovskog, Iva Brešana, Gordana Mihića, Borislava Pekića, Mirka Kovača i drugih, u Jugoslovenskom dramskom pozorištu, Beogradskom dramskom pozorištu, Srpskom narodnom pozorištu u Novom Sadu, Hrvatskom narodnom kazalištu “Ivan Zajc” u Rijeci, Narodnom pozorištu u Tuzli, Narodnom pozorištu u Nišu, Zvezdara teatru u Beogradu, na Festivalu Barski ljetopis, Studentskom kulturnom centru u Beogradu.... Mnoge Mićunovićeve predstave uvrštene su u selekcije jugoslovenskih i internacionalnih festivala (festival MESS - Sarajevo, Ex Ponto - Ljubljana, Sterijino pozorje, Gavelline večeri - Zagreb, festival Ohridsko ljeto, Festival festivala - Zemun, Susreti Joakim Vujić, festival Dani komedije, Grad teatar u Budvi, festival Barski ljetopis, festival Iberoamericano del tearto u Bogoti, Internacionalni teatarski festival Istanbul, Međunarodni pozorišni festival Balkanski teatarski prostor u Sankt Petersburgu...). Mićunović je bio umetnički direktor festivala i osnivač pozorišne kolonije festivala Barski ljetopis.
U Crnogorskom narodnom pozorištu je ostvario značajne režije: “Gospodska krv” Marka Kavaje, “Spasitelj” Vaska Ivanovića, “Odbrana i poslednji dani” i “Obešenjak” Borislava Pekića, “Hasanaginica” Ljubomira Simovića, “Rat i mir u Grudi” Veljka Radovića, “Nora” Henrika Ibzena, „Lažni car“ Mirka Kovača, „San o Svetom Petru Cetinjskom“ Mirjane Drljević i Njegošev “Gorski vijenac” kojim je 25. maja 1997. otvorena nova zgrada Crnogorskog narodnog pozorišta.

## Nagrade i priznanja
Branislav Mićunović je nagrađen najznačajnijim profesionalnim i društvenim priznanjima, kao što su: nagrada za režiju “Joakim Vujić”, nagrada za režiju “Jovan Putnik”, Gran-prix za režiju Festivala festivala, Sterijina nagrada za režiju, Velika nagrada Crnogorskog narodnog pozorišta i nagrada za doprinos pozorišnoj kulturi u Crnoj Gori “Veljko Mandić”.
Nagrađen je i nagradom ,,19. Decembar’’, koja se dodjeljuje povodom Dana oslobođenja Podgorice (2002) i najvišim nacionalnim priznanjem - Trinaestojulskom nagradom (1997).
Dobitnik je i međunarodne nagrade “Zlatna jabuka” u Republici Makedoniji (2008), koja se dodeljuje za izuzetan doprinos promociji Makedonije, jačanje međunarodne saradnje i postizanje vrhunskih rezultata u različitim oblastima. U februaru 2010. predsednik Republike Hrvatske Stjepan Mesić uručio mu je Orden Danice Hrvatske, sa likom Marka Marulića, za posebna dostignuća u kulturi.
Prestonica Cetinje nagradila ga je Poveljom Ivan Crnojević, za izuzetan doprinos i promociju Prestonice (2012). Dobitnik je i nagrade Međunarodne Akademije Mihai Eminesku za oblast pozorišnog stvaralaštva (2012), spomen-medalje SUBNORA koja simbolizuje 70. godina Trinaestojulskog ustanka (2013), medalje sv. Tripuna, koju dodeljuje Kotorska biskupija, za dugogodišnju saradnju u oblasti kulture i za aktivnu ulogu u promovisanju ekumenskog dijaloga (2013), kao i brojnih drugih priznanja.

## Ministarski mandat
U toku njegovog mandata sprovedene su zakonodavne i institucionalne reforme u oblasti kulture i doneseno nekoliko veoma važnih zakona, podzakonskih akata i programa: Zakon o kulturi (kojim je prvi put utvrđen procenat za finansiranje kulture iz tekućeg budžeta Crne Gore), Zakon o zaštiti kulturnih dobara, zakoni o muzejskoj, bibliotečkoj i arhivskoj delatnosti, Zakon o javnim radio-difuznim servisima Crne Gore (kojim je rešeno pitanje održivosti javnog servisa), Nacionalni program razvoja kulture, Uredba o kriterijumima i načinu dodeljivanja statusa istaknuti kulturni stvaralac, Program zaštite i očuvanja kulturnih dobara (kojim se profilisao realan i racionalan okvir za organizovano, dinamično i kontinuirano delovanje i unapređenje stanja kulturne baštine i koji se može smatrati prekretnicom u načinu finansiranja zaštite i očuvanja kulturnih dobara). Rešeno je pitanje statusa samostalnih umetnika.
Intenzivirana je međunarodna saradnja, potpisani brojni bilateralni sporazumi, a u saradnji i uz finansijsku podršku UNESCO realizuju se brojni programi i projekti iz oblasti kulture, nauke i obrazovanja.
Crna Gora je dobila manifestacije i festivale od posebnog značaja za kulturu Crne Gore, adaptirani su i opremljeni 11 centara za kulturu na severu Crna Gore, a programom “Cetinje-grad kulture 2010-2015” realizovano je više od 30 razvojnih projekata.
Crna Gora je predstavljena na svim referentnim međunarodnim manifestacijama, kao što su Venecijanski bijenale umetnosti, Market Međunarodnog filmskog festivala u Kanu, Sajam knjiga u Frankfurtu i Lajpcigu. Crna Gora je ove godine prvi put kandidovala film za najznačajniju filmsku nagradu Oskar, u kategoriji najbolji strani film u 2013. godini.

Tokom mandata Branislava Mićunovića Crna Gora je, u procesu pristupanja Evropskoj uniji otvorila i privremeno zatvorila Poglavlje 26: Obrazovanje i kultura, 15. aprila 2013. godine.